# Мончок-Добо (Джалал-Абадская область)
Мончок-Добо (кирг. Мончок-Дөбө) — село в Чаткальском районе Джалал-Абадской области Кыргызстана. Входит в состав Сумсарского айылного аймака.

## География
Село расположено в западной части области, на берегах реки Сумсар, на расстоянии приблизительно 57 километров (по прямой) к юго-востоку от села Каныш-Кыя, административного центра района.

## История
Населённый пункт получил статус села согласно Закону Кыргызской Республики «Об отнесении некоторых населённых пунктов Баткенской, Джалал-Абадской, Нарынской и Ошской областей Кыргызской Республики к категории айыла (села)» от 21 апреля 2020 года.

## Население
Согласно оценочным данным Национального статистического комитета Кыргызской Республики, численность населения села на начало 2023 года составляла 1160 человек.
| год     | 2021 | 2023 |
| ------- | ---- | ---- |
| человек | 1443 | 1160 |